# Thomas Vonier
Thomas Vonier (FAIA, RIBA) es un arquitecto estadounidense. Actualmente preside la Unión Internacional de Arquitectos.

## Educación
Thomas Vonier estudió en la Universidad Washington en San Luis y en la Universidad de Wisconsin-Milwaukee, donde se licenció en arquitectura.

## Carrera
Con sede en París y en Washington D. C., la agencia Thomas Vonier LLC ha trabajado en particular con clientes públicos y privados para proteger instalaciones comerciales e institucionales, así como con ayuntamientos para mejorar la seguridad urbana. Las innovadoras investigaciones para las embajadas y consulados de los Estados Unidos realizadas por Vonier dieron lugar a una nueva generación de criterios de diseño. Al mismo tiempo, Thomas Vonier fue investigador asociado del Laboratorio de Arquitectura y de Planificación del Massachusetts Institute of Technology.
Tras haber sido en 1994-1995 presidente-fundador del AIA Continental Europe, una de las siete secciones del American Institute of Architects (AIA), Thomas Vonier fue el primer presidente de la región internacional AIA y presidente del jurado de los miembros honorarios del AIA. En 2010, fue nombrado director internacional del AIA en el consejo de administración del AIA de 2010-2012.
Thomas Vonier fue elegido secretario general de la Unión Internacional de Arquitectos (UIA) para el período 2014-2017. En 2017, se convirtió en presidente del American Institute of Architects y, en la Asamblea General de la UIA en Seúl del 7 al 10 de septiembre de 2017, fue elegido presidente de la UIA para el período 2017-2020, sucediendo al arquitecto malasio Esa Mohamed.
En 2018 y 2019, fue miembro del jurado mundial del Prix Versailles.